# خوسيه أغيري
خوسيه أغيري (بالإسبانية: José Aguirre) هو دراج مكسيكي، ولد في 4 يناير 1994.

## وصلات خارجية
- خوسيه أغيري على موقع الاتحاد الدولي للدراجات (الإنجليزية)
- خوسيه أغيري على موقع أرشيف الدراجات (الإنجليزية)
- خوسيه أغيري على موقع إحصائيات الدراجات الإحترافية (الإنجليزية)